# Илия Филиповски
Илия Филиповски (на македонска литературна норма: Илиjа Филиповски) е политик от Северна Македония.

## Биография
Роден е през 1941 година в село Ростуше. Известно време е директор по вноса и износа на фирма „Охис“. Заместник-председател е на Изпълнителния съвет на СРМ. През май 2001 година става вицепремиер на Република Македония, а от 2002 до 2004 е неин министър на икономиката. Два пъти е народен представител. Членува в Социалдемократическия съюз на Македония.
Почива на 4 февруари 2021 г...